# إيفاندر إم. لو
إيفاندر إم. لو (بالإنجليزية: Evander M. Law) هو كاتب أمريكي، ولد في 7 أغسطس 1836 في داريلنغتون (كارولاينا الجنوبية) في الولايات المتحدة، وتوفي في 31 أكتوبر 1920 في بارتوو ‏ في ألمانيا.